# Хаденфелд
Хаденфелд (њем. Hadenfeld) општина је у њемачкој савезној држави Шлезвиг-Холштајн. Једно је од 112 општинских средишта округа Штајнбург. Према процјени из 2010. у општини је живјело 113 становника. Посједује регионалну шифру (AGS) 1061033.

## Географски и демографски подаци
Хаденфелд се налази у савезној држави Шлезвиг-Холштајн у округу Штајнбург. Општина се налази на надморској висини од 19 метара. Површина општине износи 2,4 km². У самом мјесту је, према процјени из 2010. године, живјело 113 становника. Просјечна густина становништва износи 48 становника/km².